# René de Obaldia
René de Obaldia (Hong Kong, 22 ottobre 1918 – Parigi, 27 gennaio 2022) è stato un drammaturgo e poeta francese, membro dell'Académie française, nella quale occupò il seggio numero 22 dal 24 giugno 1999.

## Biografia
Cresciuto a Parigi, studiò al lycée Condorcet fino a quando, nel 1940, fu chiamato nell'esercito per combattere nella Seconda guerra mondiale. Fatto prigioniero, fu detenuto allo Stalag VIII C di Żagań. Da lì, il 26 giugno 1940, fu inviato alla fabbrica di mattoni di Kransdyhernfurt e poi ad Auras an der Oder per disboscare una foresta. Tornò in Francia nel 1944.
La sua carriera iniziò nel 1960 grazie a Jean Vilar, che presentò la sua prima grande opera, Génousie, al Théâtre national populaire. Poi scrisse Le Satyre de la Villette, presentata con André Barsacq al Théatre de l'Atelier, una commedia che lo fece entrare fra i grandi della drammaturgia francese. Per oltre cinquant'anni, Obaldia è stato uno dei più rappresentati drammaturghi in francese e anche uno dei più conosciuti a livello internazionale, visto che le sue opere sono state tradotte in 28 lingue. Nel suo stile la critica ha sottolineato la semplicità. Le sue opere affrontano temi contemporanei, trattandoli in maniera comica. In Génousie, ad esempio, Obaldia rimpiazza la lingua francese con il "genusiano", un linguaggio fantastico.
È morto a Parigi il 27 gennaio 2022 all'età di 103 anni.

## Opere
- 1949 - Midi, poème
- 1952 - Les Richesses naturelles, récits-éclairs  (Grasset)
- 1955 - Tamerlan des cœurs, roman  (Grasset)
- 1956 - Fugue à Waterloo, récit  (Grasset)
- 1956 - Le Graf Zeppelin ou La passion d'Émile, récit
- 1959 - Le Centenaire, roman  (Grasset)
- 1960 - Génousie (T.N.P.)  (Grasset)
- 1961 - Impromptus à loisir (Théâtre de Poche Montparnasse)  (Grasset)
- 1962 - Le Damné (Prix Italia)  (Grasset)
- 1963 - Le Satyre de la Villette (Théâtre de l'Atelier)  (Grasset)
- 1964 - Les larmes de l'aveugle  (Grasset)
- 1964 - Le Général inconnu (Théâtre de Lutèce)  (Grasset)
- 1965 - Du vent dans les branches de sassafras (Théâtre Gramont)  (Grasset)
- 1965 - Le Cosmonaute agricole (Biennale de Paris)  (Grasset)
- 1966 - L'Air du large (Studio des Champs-Élysées)  (Grasset)
- 1966 - Obaldia, «Humour secret », choix de textes. Prefazione di Jean-Louis Bory
- 1967 - Urbi et orbi
- 1968 - La Rue Obaldia (Théâtre de la Gaîté-Montparnasse)
- 1968 - …Et la fin était le bang (Théâtre des Célestins à Lyon)
- 1969 - Les Innocentines, poèmes pour enfants et quelques adultes  (Grasset)
- 1971 - La Baby-sitter (théâtre de l'Œuvre)  (Grasset)
- 1971 - Deux femmes pour un fantôme (théâtre de l'Œuvre)  (Grasset)
- 1971 - Le Banquet des méduses  (Grasset)
- 1972 - Petite suite poétique résolument optimiste (Comédie-Française)
- 1973 - Underground établissement : Le Damné et Classe Terminale (Théâtre Saint-Roch, Chapelle du Calvaire)
- 1975 - Monsieur Klebs et Rosalie (Théâtre de l'Œuvre)  (Grasset)
- 1977 - Spectacle Obaldia : Le Grand Vizir et Le Cosmonaute agricole (Théâtre du Marais)
- 1977 - Grasse matinée  (Grasset)
- 1979 - Le Banquet des méduses (Théâtre Montansier, Versailles)
- 1980 - Soirée René de Obaldia (Centre Georges Pompidou)
- 1980 - L'obscur procès de Monsieur Ménard
- 1980 - Les Bons Bourgeois (Théâtre Hébertot)  (Grasset)
- 1981 - Visages d'Obaldia (T.F.1)
- 1984 - La Jument du capitaine  (Le Cherche-Midi)
- 1986 - Endives et miséricorde (Théâtre Mouffetard)
- 1991 - Grasse matinée (Théâtre du Marais)
- 1991 - Les Larmes de l'aveugle, Richesses naturelles (Théâtre Espace Acteur)
- 1993 - Les Innocentines (Théâtre 14)  (Grasset)
- 1993 - Exobiographie, mémoires  (Grasset) Prix Marcel Proust
- 1996 - Sur le ventre des veuves, recueil de poèmes
- 1996 - Soirée Obaldia - Théâtre Molière
- 1999 - Obaldiableries: Rappening, Pour ses beaux yeux, Entre chienne et loup (Théâtre 14)
- 2001 - Théâtre complet. Réunion en un seul volume des pièces précitées.  (Grasset)